# Romery (Marne)
Pour les articles homonymes, voir Romery.
Romery est une commune française, située dans le département de la Marne en région Grand Est. Elle se trouve au sud de la Montagne de Reims, dans la vallée du ru de Brunet. Elle fait d'ailleurs partie du parc naturel régional de la Montagne de Reims.
Commune rurale, hors attraction des villes, Romery est membre de la communauté de communes des Paysages de la Champagne, à qui elle a transféré un certain nombre de compétences (notamment en matière d'eau et de déchets).
Son histoire est longtemps liée à la commune voisine de Cormoyeux, avec qui elle forme Cormoyeux-et-Romery jusqu'en 1905, année où elle devient indépendante.
Au dernier recensement de 2022, la commune comptait 160 habitants appelés Romanions et Romanionnes. Son économie est particulièrement tournée vers la viticulture.
Son patrimoine architectural comprend notamment son église, dédiée à Saint-Laurent.

## Géographie

### Localisation
Romery se trouve à l'ouest du département de la Marne, en région Grand Est. La commune appartient à la région agricole du Tardenois.
La commune de Romery s'étend sur une superficie de 207 hectares. Elle se trouve sur le versant sud de la Montagne de Reims, dans une vallée formée par le ru de Brunet, affluent de la Marne.
Par la route, Romery se situe à 41 km de Châlons-en-Champagne, préfecture du département, à 9 km d'Épernay, sous-préfecture, et à 24 km de Dormans, bureau centralisateur du canton de Dormans-Paysages de Champagne dont dépend Romery depuis 2015. La commune fait en outre partie du bassin de vie d'Épernay.
Romery est limitrophe de 4 communes :
|                   | Cormoyeux |             |
| Fleury-la-Rivière | Romery    | Hautvillers |
|                   | Damery    |             |

### Géologie et relief
Sur son territoire, l'altitude varie de 120 à 240 mètres.

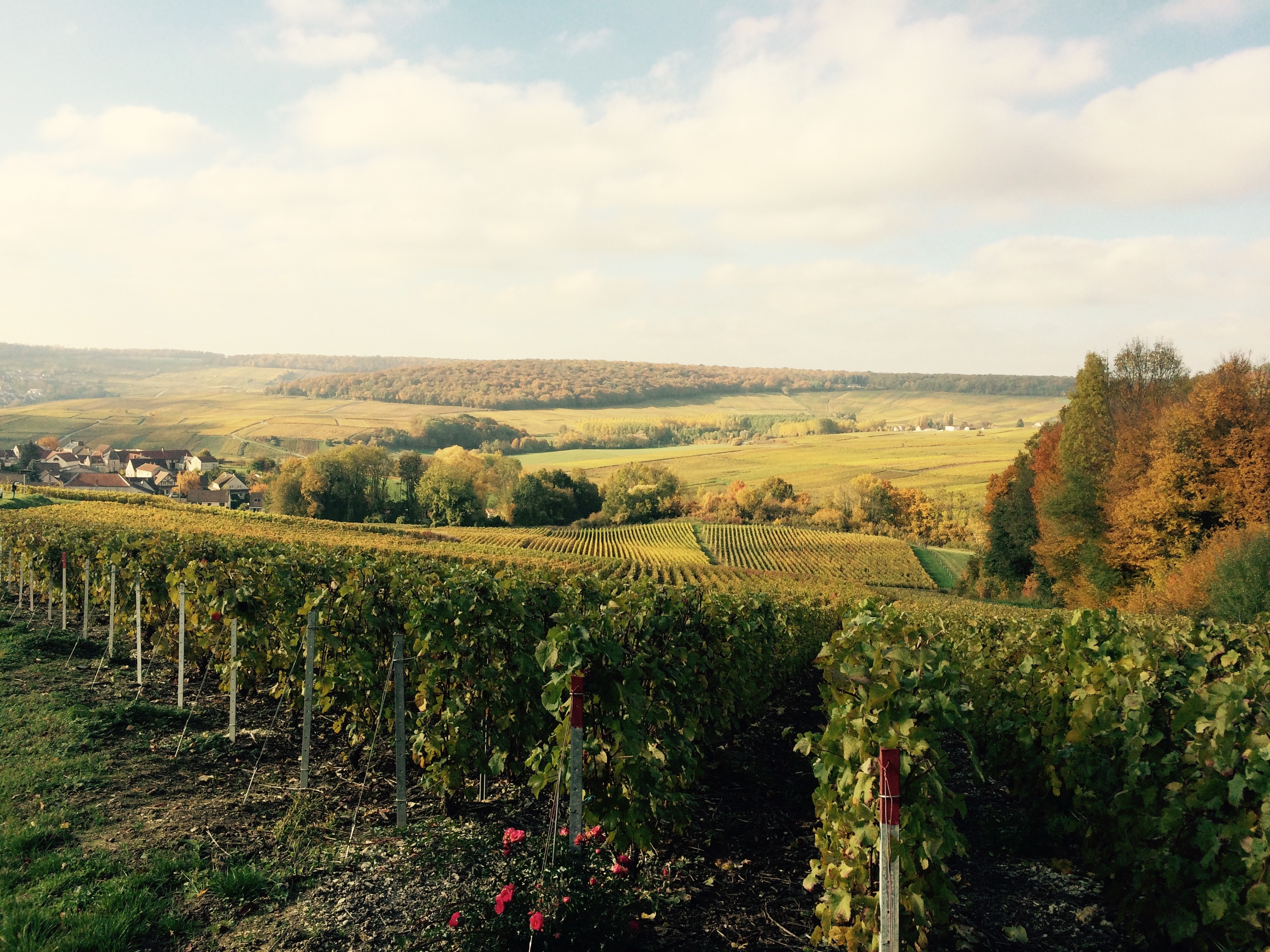
Vue de la vallée du ru de Brunet, dominé par la Montagne de Reims. Romery est à gauche, Cormoyeux à droite.

Le village de Romery se trouve à flanc de coteaux, à environ 175 mètres d'altitude,. Il est dominé à l'est par la forêt domaniale de Hautvillers sur le plateau de la Montagne de Reims, qui s'élève à plus de 260 mètres (hors du territoire communal).
À l'ouest, les écarts d'Écoute-s'il-pleut et Moulin de Mont en Peine se logent en contrebas, dans une vallée formé par le ru de Brunet. Au nord de Romery, le ruisseau des Sentelles — affluent du ru de Brunet — forme un vallon plus petit.
À mi-pente de coteau, on trouve des gisements appartenant aux gites fossilifères lutétiens du secteur de Damery-Fleury-la-Rivière.

### Hydrographie
La commune est dans la région hydrographique « la Seine de sa source au confluent de l'Oise (exclu) » au sein du bassin Seine-Normandie. Elle est drainée par le ru de Brunet et le ruisseau des Sentelles,.

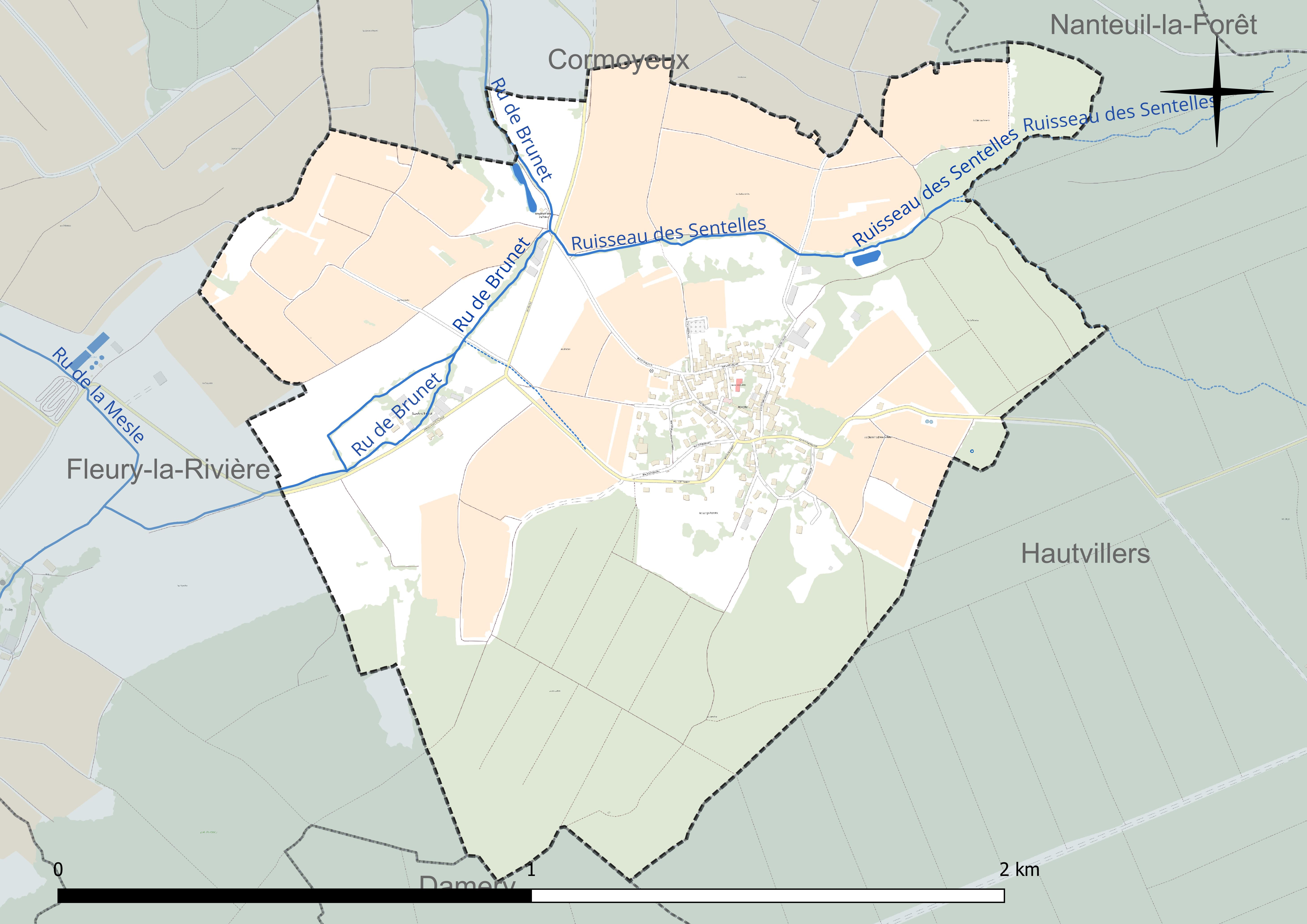
Réseau hydrographique de Romery.

### Climat
Pour des articles plus généraux, voir Climat du Grand Est et Climat de la Marne.
En 2010, le climat de la commune est de type climat océanique dégradé des plaines du Centre et du Nord, selon une étude du Centre national de la recherche scientifique s'appuyant sur une série de données couvrant la période 1971-2000. En 2020, Météo-France publie une typologie des climats de la France métropolitaine dans laquelle la commune est exposée à un climat océanique altéré et est dans la région climatique  Nord-est du bassin Parisien, caractérisée par un ensoleillement médiocre, une pluviométrie moyenne régulièrement répartie au cours de l’année et un hiver froid (3 °C). 
Pour la période 1971-2000, la température annuelle moyenne est de 10,9 °C, avec une amplitude thermique annuelle de 16,5 °C. Le cumul annuel moyen de précipitations est de 801 mm, avec 12,1 jours de précipitations en janvier et 8,4 jours en juillet. Pour la période 1991-2020, la température moyenne annuelle observée sur la station météorologique de Météo-France la plus proche, « Chouilly », sur la commune de Chouilly à 11 km à vol d'oiseau, est de 11,4 °C et le cumul annuel moyen de précipitations est de 668,9 mm. 
La température maximale relevée sur cette station est de 40,3 °C, atteinte le 25 juillet 2019 ; la température minimale est de −12,3 °C, atteinte le 5 février 2012,,. 
Les paramètres climatiques de la commune ont été estimés pour le milieu du siècle (2041-2070) selon différents scénarios d'émission de gaz à effet de serre à partir des nouvelles projections climatiques de référence DRIAS-2020. Ils sont consultables sur un site dédié publié par Météo-France en novembre 2022.

### Milieux naturels et biodiversité
L'Inventaire national du patrimoine naturel (INPN) recense 347 espèces sur le territoire de la commune, dont 29 espèces protégées et 12 espèces menacées.
Romery fait partie du parc naturel régional de la Montagne de Reims. La commune ne compte aucune zone naturelle d'intérêt écologique, faunistique et floristique (ZNIEFF) ou autre espace naturel protégé sur son territoire.

## Urbanisme

### Typologie
Au 1er janvier 2024, Romery est catégorisée commune rurale à habitat dispersé, selon la nouvelle grille communale de densité à sept niveaux définie par l'Insee en 2022.
Elle est située hors unité urbaine et hors attraction des villes,.

### Occupation des sols
L'occupation des sols de la commune, telle qu'elle ressort de la base de données européenne d’occupation biophysique des sols Corine Land Cover (CLC), est marquée par l'importance des territoires agricoles (57,6 % en 2018), une proportion identique à celle de 1990 (57,6 %). La répartition détaillée en 2018 est la suivante : cultures permanentes (39,3 %), forêts (30,2 %), terres arables (18,3 %), zones urbanisées (12,2 %).
L'évolution de l’occupation des sols de la commune et de ses infrastructures peut être observée sur les différentes représentations cartographiques du territoire : la carte de Cassini (XVIIIe siècle), la carte d'état-major (1820-1866) et les cartes ou photos aériennes de l'IGN pour la période actuelle (1950 à aujourd'hui).

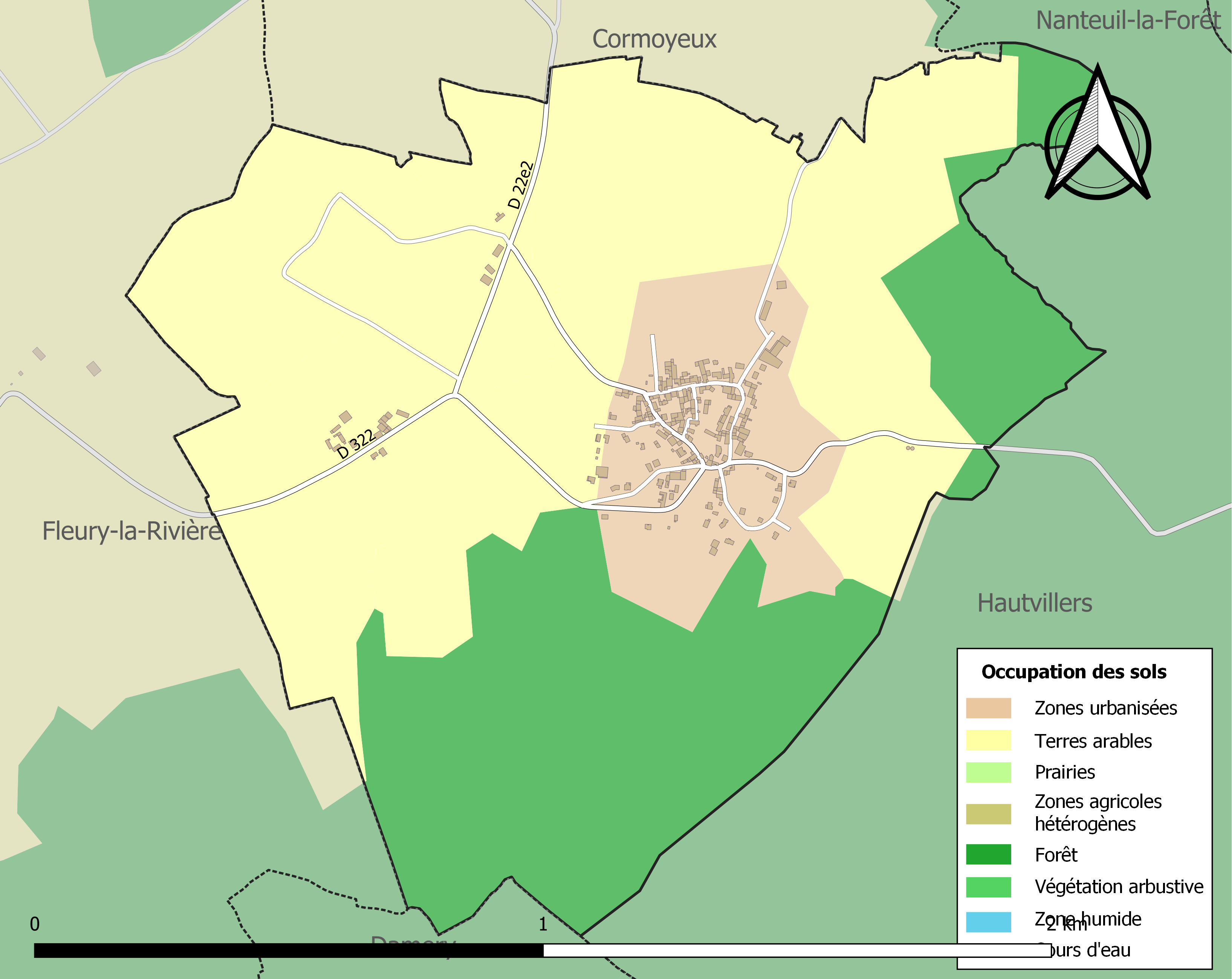
Carte des infrastructures et de l'occupation des sols de la commune en 2018 (CLC).

### Morphologie rurale, hameaux et écarts
Le centre ancien de Romery se trouve dans un triangle formé par les rues Saint-Vincent, des Gais Hardons et des Grappes d'Or. Il prend une forme compacte, avec ses rues étroites et ses maisons construites en alignement de rue. Les constructions plus récentes, plus en retrait dans leur parcelle, se sont implantées en périphérie, en étoile par rapport au centre ancien.
Outre le village de Romery, la commune compte deux écarts : Écoute-s'il-pleut et Moulin de Mont en Peine, tous deux situés à l'ouest du village dans la vallée du ru de Brunet. La commune comprend également quelques bâtiments isolés, souvent à vocation viticole ou agricole.

### Planification
Les règles d'urbanisme sur le territoire de Romery sont déterminées par le schéma de cohérence territoriale d'Épernay et sa Région (SCoTER) approuvé le 5 décembre 2018 et par le plan local d'urbanisme (PLU) de la commune adopté le 18 décembre 2006.

### Habitat et logement
En 2021, Romery compte 85 logements. Ces logements sont à 93 % des maisons ; la commune ne comptant que 6 appartements. En raison de la prévalence des maisons, les résidences principales de Romery disposent en moyenne de 5,2 pièces.
Le tableau ci-dessous présente une comparaison de quelques indicateurs chiffrés du logement pour Romery, la communauté de communes des Paysages de la Champagne (CCPC), le département de la Marne et la France entière :
|                                                            | Romery | CCPC   | Marne   | France     |
| ---------------------------------------------------------- | ------ | ------ | ------- | ---------- |
| Ensemble des logements                                     | 85     | 11 470 | 300 919 | 37 155 918 |
| Part des résidences principales (en %)                     | 84,7   | 80,9   | 87,5    | 82,2       |
| Part des résidences secondaires (en %)                     | 5,9    | 5,8    | 3,4     | 9,7        |
| Part des logements vacants (en %)                          | 9,4    | 13,4   | 9,1     | 8,1        |
| Part des propriétaires de leur résidence principale (en %) | 84,9   | 76,4   | 52,2    | 57,5       |

À Romery, en 2021, 84,7 % des logements sont des résidences principales, 5,9 % des résidences secondaires et 9,4 % des logements vacants. Par ailleurs, 84,9 % des ménages sont propriétaires de leur résidence principale. Romery se démarque alors par un nombre supérieur à la moyenne de ménages propriétaires de leur résidence principale.
Parmi les 72 résidences principales construites avant 2019, 17,8 % avaient été construites avant 1945, 16,4 % entre 1946 et 1970, 35,6 % entre 1971 et 1990, 13,7 % entre 1991 et 2005 et 16,4 % entre 2006 et 2018.
Le nombre de logements a ainsi doublé entre 1968 et 2010. Le tableau ci-dessous présente l'évolution du nombre de logements sur le territoire de la commune, par catégorie, depuis 1968 :
|                        | 1968 | 1975 | 1982 | 1990 | 1999 | 2010 | 2015 | 2021 |
| ---------------------- | ---- | ---- | ---- | ---- | ---- | ---- | ---- | ---- |
| Résidences principales | 44   | 44   | 54   | 58   | 58   | 70   | 68   | 72   |
| Résidences secondaires | 2    | 10   | 10   | 7    | 17   | 4    | 10   | 5    |
| Logements vacants      | 1    | 2    | 2    | 4    | 4    | 22   | 15   | 8    |
| Total                  | 47   | 56   | 66   | 69   | 79   | 97   | 93   | 85   |

### Voies de communication et transports
La commune est traversée par la route départementale 322 entre Fleury-la-Rivière à l'ouest et Hautvillers à l'est. Une branche de la route départementale 22 part de RD322 à Romery en direction de Cormoyeux au nord.
Les gares de chemin de fer les plus proches sont situées à Ay et Épernay.

### Risques naturels et technologiques
Le territoire de Romery est vulnérable à différents risques naturels. La commune est dans l'obligation d'élaborer et publier un document d'information communal sur les risques majeurs ainsi qu'un plan communal de sauvegarde.
La commune est concernée par les risques de mouvements de terrain. Romery est comprise dans le périmètre du plan de prévention des risques « glissement de terrain de la Côte d'Ile-de-France - secteur de la vallée de la Marne des tranches 1 et 2 » approuvé en 2014. La montagne de Reims est en effet considérée comme un « secteur propice aux glissements de terrain ».
Romery est également concernée par le risque d'inondation par remontée de nappe. La commune a fait l'objet d'arrêtés reconnaissant l'état de catastrophe naturelle pour des inondations et/ou coulées de boue en 1983 et 1999.
La commune est affectée par le phénomène de retrait-gonflement des argiles (risque moyen). Le risque sismique est très faible sur son territoire. De même, le potentiel radon de la commune est faible.
Aucun risque technologique n'est identifié sur son territoire.

## Toponymie

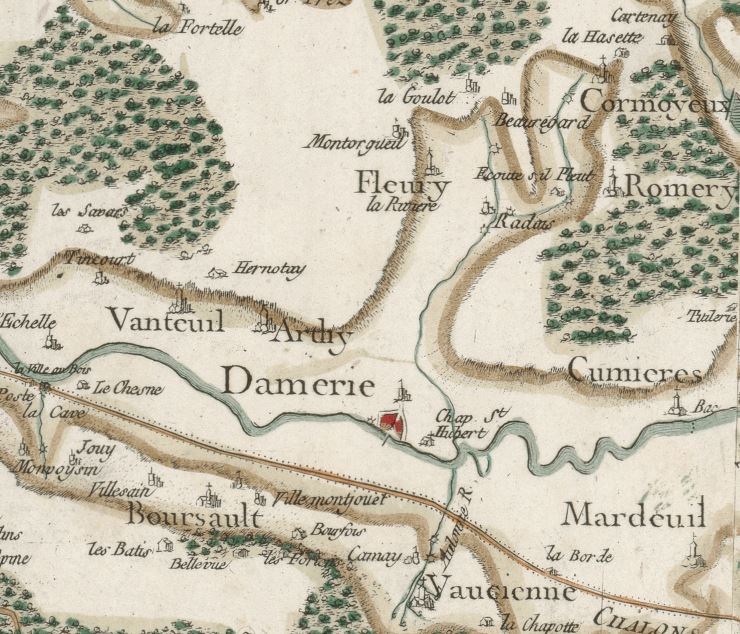
Carte de Cassini représentant Damery et ses environs, notamment la vallée du ru de Brunet et Romery en haut à droite.

Le nom de la localité est attesté sous la forme Romerye en 1556. Il pourrait être dérivé de Hrotmariacus, formé du nom germanique Hrotmar et du suffixe -iacus (« le domaine de »). Son nom pourrait ainsi faire référence à un abbé de l'abbaye d'Hautvillers du Xe siècle, Rotmar.
L'écart d'Écoute-s'il-pleut, ancien moulin, est attesté dès 1598. Celui du Moulin de Mont en Peine était connu comme le moulin de Montempeine (1847) ou encore Moulin de Mont-en-Point (1860).

## Histoire
À la Révolution française, le village de Romery est intégré à la commune de Cormoyeux-et-Romery. Les décrets des 9 janvier et 22 juin 1905 divisent la commune en deux : Romery et Cormoyeux devient des communes indépendantes.

## Politique et administration

### Rattachements administratifs et électoraux

#### Rattachements administratifs
La commune se trouve dans l'arrondissement d'Épernay au sein du département de la Marne et de la région Grand Est. Avant le 31 mars 2017, Romery appartenait à l'arrondissement de Reims.
Elle faisait partie depuis 1801 du canton d'Ay. Dans le cadre du redécoupage cantonal de 2014 en France, cette circonscription administrative territoriale a disparu, et le canton n'est plus qu'une circonscription électorale.

#### Rattachements électoraux
Pour les élections départementales, la commune fait partie depuis 2014 du canton de Dormans-Paysages de Champagne.
Pour l'élection des députés, elle fait partie de la troisième circonscription de la Marne.

### Intercommunalité
Romery était membre de la communauté de communes des Deux Vallées, un établissement public de coopération intercommunale (EPCI) à fiscalité propre créé en 1996 et auquel la commune avait transféré un certain nombre de ses compétences, dans les conditions déterminées par le Code général des collectivités territoriales.
Dans le cadre des dispositions de la loi portant nouvelle organisation territoriale de la République du 7 août 2015, qui prévoit que les établissements publics de coopération intercommunale (EPCI) à fiscalité propre doivent avoir un minimum de 15 000 habitants, cette intercommunalité a fusionné avec ses voisines pour former, le 1er janvier 2017, la communauté de communes des Paysages de la Champagne, dont est désormais membre la commune.
Romery est par ailleurs membre d'un EPCI sans fiscalité propre, le syndicat mixte de réalisation et de gestion du parc naturel régional de la Montagne de Reims.

### Liste des maires

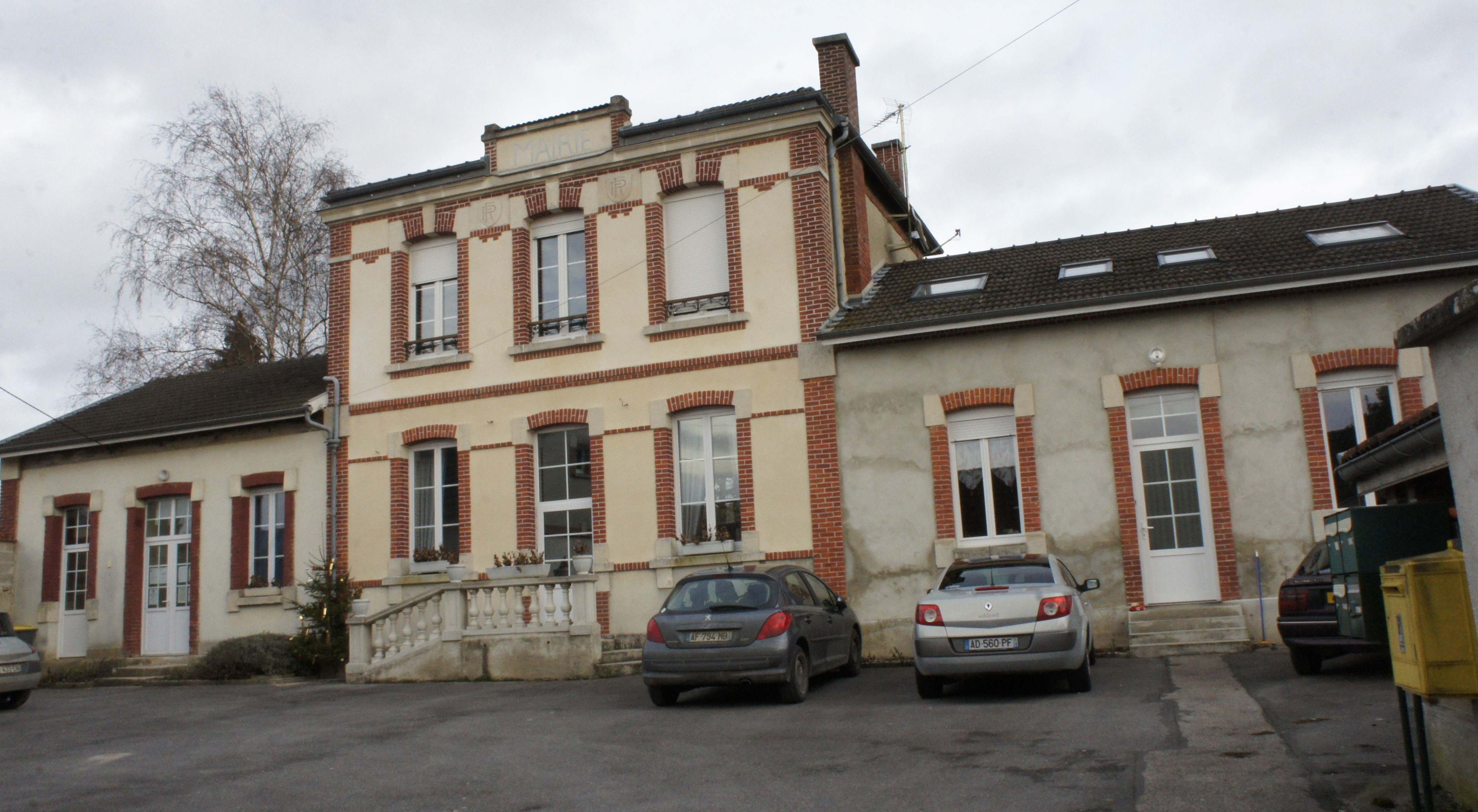
La mairie de Romery.

| Période                                  | Période                      | Identité          | Étiquette | Qualité |
| ---------------------------------------- | ---------------------------- | ----------------- | --------- | ------- |
| Les données manquantes sont à compléter. |                              |                   |           |         |
| 1995                                     | 2008                         | Michel Tribaut    |           |         |
| 2008                                     | 2014                         | Bernard Chevillet |           |         |
| 2014                                     | En cours (au 4 juillet 2014) | Frédéric Pommelet |           |         |

### Jumelages
Au 1er janvier 2023, Romery n'est jumelée avec aucune ville.

## Équipements et services publics

### Eau et déchets
L'approvisionnement en eau potable et l'assainissement des eaux usées sont des compétences de la communauté de communes des Paysages de la Champagne. La commune de Romery est alimentée en eau potable par plus de trois captages. La production et la distribution d'eau potable font l'objet d'une délégation de service public confiée à Suez jusqu'en 2029. Romery est rattachée à la station d'épuration à boues activées de Fleury-la-Rivière. L'assainissement collectif y est assuré en régie par la communauté de communes.
La communauté de communes est également compétente en matière de déchets. La collecte des ordures ménagères résiduelles et des déchets recyclables est réalisée en porte à porte. La communauté de commune adhérant au syndicat de valorisation des ordures ménagères de la Marne (SYVALOM), ces déchets sont amenés au centre de transfert départemental de Pierry puis valorisés sur le site de La Veuve. La collecte du verre et des textiles se fait en apport volontaire. La communauté de communes met par ailleurs six déchèteries à disposition de ses habitants, accessibles après création d'une carte d'accès : à Châtillon-sur-Marne, Damery-Venteuil, Fèrebrianges, Mareuil-le-Port, Montmort-Lucy et Trélou-sur-Marne.

### Enseignement
Romery fait partie de l'académie de Reims.
La commune est rattachée au groupe scolaire de Damery, composé d'une école maternelle de 53 élèves située rue de Tarbes et d'une école élémentaire de 103 élèves située place des Écoles (chiffres 2024-2025).
Les enfants de Romery sont ensuite rattachés au collège Côte Legris d'Épernay et au lycée Stéphane-Hessel d'Épernay.

### Postes et télécommunications
Une boîte aux lettres de La Poste se trouve sur le territoire de la commune, rue Saint-Laurent. Les bureaux de poste les plus proches sont situés à Hautvillers et Damery.

### Justice, sécurité et secours
Du point de vue judiciaire, Romery relève du conseil de prud'hommes, du tribunal de commerce, du tribunal judiciaire, du tribunal paritaire des baux ruraux et du tribunal pour enfants de Reims, dans le ressort de la cour d'appel de Reims. Pour le contentieux administratif, la commune dépend du tribunal administratif de Châlons-en-Champagne et de la cour administrative d'appel de Nancy.
Romery est située en secteur Gendarmerie nationale et dépend de la brigade de Dizy.
En matière d'incendie et de secours, la caserne la plus proche est celle d'Épernay, rattachée au Service départemental d'incendie et de secours (SDIS) de la Marne. La commune est rattachée au centre de première intervention de Venteuil-Damery qui compte 17 sapeurs-pompiers volontaires intercommunaux suppléant les pompiers professionnels du SDIS.

## Population et société

### Démographie
L'évolution du nombre d'habitants est connue à travers les recensements de la population effectués dans la commune depuis 1906. Pour les communes de moins de 10 000 habitants, une enquête de recensement portant sur toute la population est réalisée tous les cinq ans, les populations de référence des années intermédiaires étant quant à elles estimées par interpolation ou extrapolation. Pour la commune, le premier recensement exhaustif entrant dans le cadre du nouveau dispositif a été réalisé en 2004.

En 2022, la commune comptait 160 habitants, en évolution de +3,9 % par rapport à 2016 (Marne : −1,19 %, France hors Mayotte : +2,11 %).
| 1906 | 1911 | 1921 | 1926 | 1931 | 1936 | 1946 | 1954 | 1962 |
| ---- | ---- | ---- | ---- | ---- | ---- | ---- | ---- | ---- |
| 175  | 146  | 170  | 146  | 136  | 134  | 108  | 109  | 109  |

| 1968 | 1975 | 1982 | 1990 | 1999 | 2004 | 2006 | 2009 | 2014 |
| ---- | ---- | ---- | ---- | ---- | ---- | ---- | ---- | ---- |
| 112  | 116  | 137  | 154  | 153  | 157  | 155  | 163  | 158  |

| 2019 | 2022 | - | - | - | - | - | - | - |
| ---- | ---- | - | - | - | - | - | - | - |
| 163  | 160  | - | - | - | - | - | - | - |

### Sports, loisirs et vie associative
La commune ne compte pas d'équipements sportifs, à l'exception de sentiers de randonnée.
Romery dispose d'une salle des fêtes, pouvant accueillir 60 personnes.
Elle compte deux associations : le comité des fêtes et l'association de chasse.

### Cultes
Pour le culte catholique, Romery dépend de la paroisse Saint-Sébastien - Rives de Marne, au sein du diocèse de Châlons-en-Champagne.

### Médias
La presse écrite régionale comprend le quotidien L'Union et l'hebdomadaire L'Hebdo du vendredi.
Parmi les stations de radio locales, il est possible de citer Ici Champagne-Ardenne et Champagne FM.

## Économie

### Revenus de la population et fiscalité
En 2021, la commune compte 65 ménages fiscaux, regroupant 150 personnes.
Le revenu disponible par unité de consommation est alors de 31 560 €, largement supérieur (en 30 % et 40 %) à celui de la communauté de communes des Paysages de la Champagne (24 050 €), du département de la Marne (22 830 €) et de la France métropolitaine (23 080 €).
Pour des raisons de secret statistique, le taux de pauvreté à Romery n'est pas communiqué par l'Insee.

### Emploi
Romery appartient à la zone d'emploi d'Épernay.
En 2021, le taux d'activité des 15-64 ans est de 80 %, équivalent à celui de la communauté de communes (79,7 %), et supérieur au taux d'activité du département (74 %) et de la France métropolitaine (74,9 %). Pour cette même catégorie de population, le taux de chômage est de 10,7 % contre 8 % pour la communauté de communes, 12,1 % pour la Marne et 11,7 % pour la France métropolitaine.
En 2021, Romery compte 50 emplois, dont 52,2 % de salariés et 47,8 % de non-salariés. Avec 78 actifs y résidant, la commune a alors un indicateur de concentration d'emploi de 63,7. Dans les faits, 39,2 % des actifs résidant à Romery y travaillent tandis que 60,8 % travaillent dans une autre commune.

### Entreprises, commerces et agriculture
En 2022, la commune compte 20 établissements économiquement actifs (hors agriculture), principalement dans la catégorie « commerce de gros et de détail, transports, hébergement et restauration » (9).
La commune ne compte aucun commerce, à l'exception de quelques commerces itinérants. Ses habitants doivent se rendre à Damery voire Épernay pour leurs achats ou les services publics publics de proximité.
En 2020, Romery compte 28 exploitations agricoles, pour une surface agricole utilisée de 66 hectares et 49 emplois à temps plein. Selon l'Agreste, la production agricole de la commune est spécialisée dans la viticulture. Romery fait en effet partie des appellations d'origine contrôlée « champagne » et « coteaux-champenois ».

## Culture locale et patrimoine

### Lieux et monuments

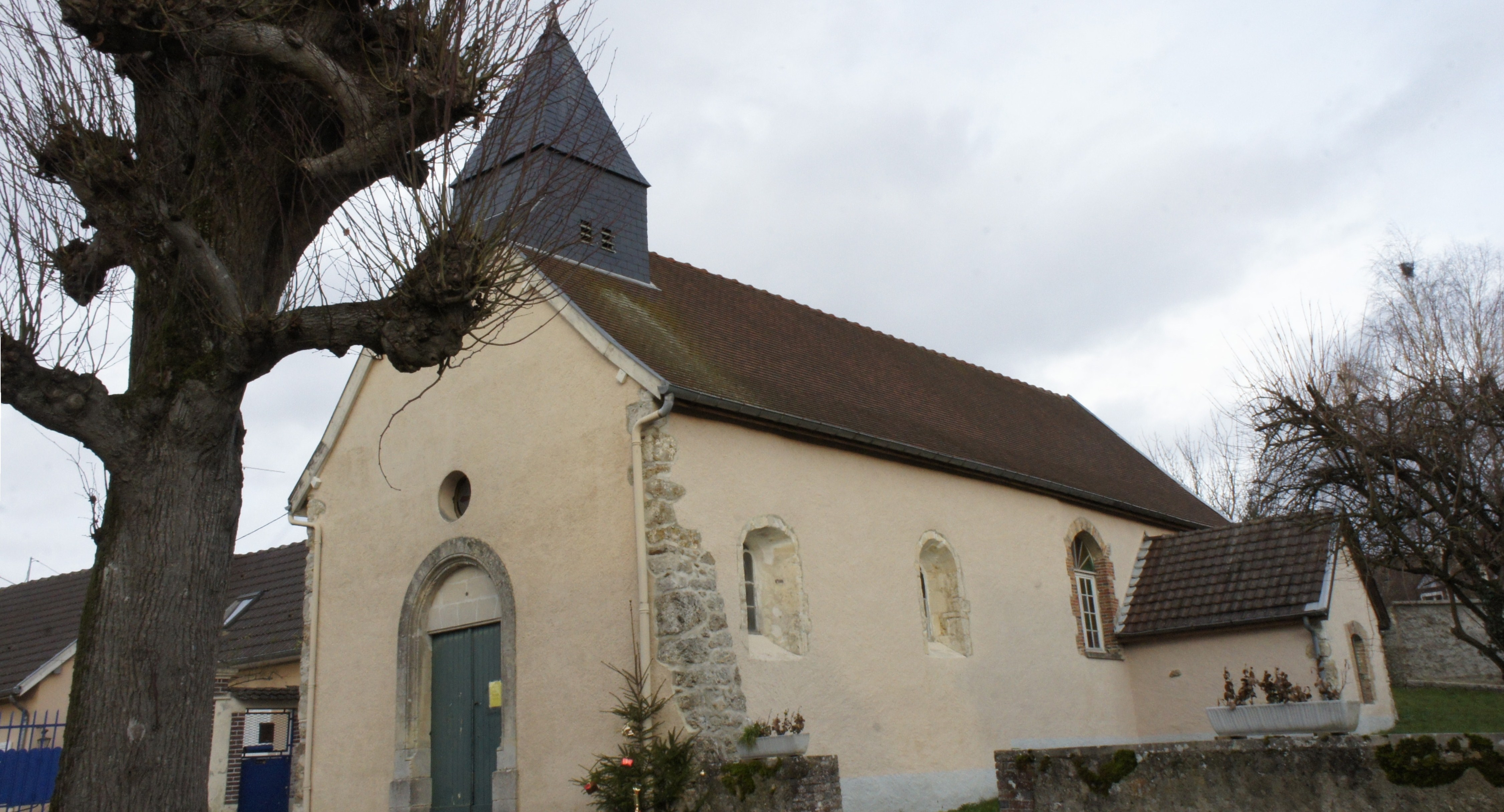
L'église Saint-Laurent.

Le principal monument de la commune est son église Saint-Laurent, qui date des XVIIIe et XIXe siècles.